# LASCR
O fototiristor ou LASCR é um tiristor que é disparado pela luz. Para se entender melhor o que é um fototiristor deve saber primeiro o que é um tiristor. O SCR é um dispositivo de controle de sinais elétricos ou seja um exemplo de tiristor. Ele é um dispositivo PNPN, ou seja, formado por quatro placas de semicondutores, duas do tipo “n” (negativo) e duas do tipo “p” (positivo). Ele é composto de três terminais a anodo (terminal positivo), o katodo (terminal negativo) e o gate (terminal de disparo). O LASCR é um tiristor que é controlado pela luz incidente, essa luz atravessa uma janela colocada no encapsulamento e é captada por uma camada semicondutora do dispositivo. Essa luz cria pares de eletróns-lacunas (efeito fotoelétrico) e gerando com a movimentação desses elétrons uma corrente elétrica. Essa corrente funcionará como o pulso utilizado no método típico de disparo do SCR. É importante lembrar que esse método de disparo possibilita total isolamento do circuito de disparo e o circuito a ser comandado. Além do disparo por incidência de luz o LASCR pode ser disparado por pulsos de corrente elétrica tal como o SCR.  O fototiristor (LASCR) é aplicado em diversas áreas, como relés, controle óptico luminoso, controle de fase, controle de motores, e varias aplicações em computadores. Sua vantagem é que ele só disparado quando se tem luz incidente, evitando assim pulsos espúrios de tensão, ou seja, disparos indesejados. Permitindo assim maior controle dos sinais elétricos.São muito comuns em circuitos de alta potência.